# J.U.S.T.I.C.E. League
J.U.S.T.I.C.E. League est un groupe de producteurs américain, originaire de Tampa, en Floride. Il se compose de Rook, Colione et Kenny « Barto » Bartolomei. Leur nom provient de la Ligue de justice d'Amérique, un groupe de super-héros de DC Comics.
Ils comptent deux Grammy Awards, un Billboard Award, et un Ascap Award. Ils produisent des projets notables de Drake, Young Jeezy, Keyshia Cole, Chris Brown, Mary J. Blige, Rick Ross, Nas, Jay-Z, Lloyd Banks, 50 Cent, Tech N9ne, Jay Rock, Yelawolf, et de nombreux autres artistes.

## Biographie
Dominican Erik « Rook » Ortiz, Kenny « Barto » Bartolomei et Kevin « Colione » Crowe, tous originaires de Tampa, en Floride, joignent leurs forces pour lancer le groupe en 2005. J.U.S.T.I.C.E. est un acronyme pour Just Undeniably Some of The Illest Composers Ever. Leur nom provient de la Ligue de justice d'Amérique (en anglais « Justice League »), un groupe de super-héros de DC Comics. À leurs débuts, ils travaillent avec Young Jeezy sur sa chanson Don't Get Caught. Après avoir travaillé pour Young Jeezy, Juelz Santana, et Mary J. Blige cette même année, le groupe collabore avec Rick Ross sur les albums Trilla et Deeper than Rap,,. Ils travaillent aussi aux côtés de Fabolous, Ghostface Killah, Wale et Lil Scrappy. 
En 2010, le groupe produit la chanson Don't Go de Bun B. En novembre 2011, le groupe défend Bill Cosby de ses accusations pour viol.
En janvier 2016, le groupe publie son album J.U.S.T.I.C.E. For All album qui contient des chansons inédites,. Il fait participer Lupe Fiasco, Future, Chris Brown, et T.I..

## Discographie

### Productions notables
- 2005 : Young Jeezy - Let's Get It: Thug Motivation 101 : Don't Get Caught
- 2005 : Mary J. Blige - The Breakthrough : No One Will Do
- 2005 : Juelz Santana - What the Game's Been Missing! : Rumble Young Man Rumble
- 2006 : J. R. Writer - History In The Making : Riot Pump
- 2006 : Shawnna - Block Music : Can't Break Me (featuring Buddy Guy)
- 2006 : Shareefa - Point of No Return : U Told Me, Butterfly
- 2006 : Young Jeezy - The Inspiration : Bury Me a G
- 2006 : Young Jeezy : We Jook
- 2006 : Tyra B : Baby
- 2006 : Plies : 100 Percent Real N*gga
- 2006 : Acafool : I Look Good
- 2006 : Celph Titled - The Gatalog: A Collection of Chaos  (CD2) : Just A Feelin' (Featuring Majik Most)
- 2006 : The Game - Feels Good (feat. Yummy Bingham)
- 2007 : Rico Love - The 5th Element : It's OK
- 2007 : J. Holiday - Back of My Lac' : Fallin, City Boy, Good for Each Other (Japan Bonus Track)
- 2007 : Young Buck -  Buck the World : Buss Yo Head
- 2007 : Young Buck - Do It Myself
- 2007 : Lil' Scrappy - Addicted To Money
- 2008 : 2 Pistols - Death Before Dishonor : Intro, She Got It (featuring T-Pain & Tay Dizm), Gettin' Money Mane, Let's Ride, Flex 2008, Eyes Closed (featuring Young Jeezy), You Know Me (featuring Ray J), We Run It (featuring Slick Pulla & Blood Raw), That's My Word (Intro), That's My Word (featuring Trey Songz)
- 2008 : 2 Pistols : Blinded, The Way I Live (featuring Sean Kingston)
- 2008 : B.G. - Too Hood 2 Be Hollywood : I Hustle (featuring Young Jeezy)
- 2008 : Big Kuntry King - My Turn to Eat : We Iz
- 2008 : Blood Raw - My Life: The True Testimony : Get Away
- 2008 : Certified : Turn Off The Lights (featuring Pleasure P)
- 2008 : Dave Young : Drinking, Smoking (featuring 50 Cent)
- 2008 : Jackie Chain : About Me
- 2008 : Rick Ross - Trilla : Intro, Maybach Music (featuring Jay-Z), Billionaire, Luxury Tax (featuring Lil Wayne, Trick Daddy et Young Jeezy)
- 2008 : Rocko - Self-Made : Karma
- 2008 : Young A.C. : The Flyest
- 2008 : Young Jeezy - The Mixtape Monster : Rock Song
- 2008 : Young Jeezy - The Recession : Word Play, Done It All (Bonus Track)
- 2009 : Rick Ross - Deeper than Rap, Maybach Music 2 (feat. T-Pain, Lil Wayne & Kanye West), Magnificent (feat. John Legend), Yacht Club (feat. Magazeen), Rich Off Cocaine (feat. Avery Storm)
- 2009 : Maino - If Tomorrow Comes... : Here Comes Trouble
- 2009 : Fabolous - Loso's Way : Feel Like I'm Back
- 2009 : Ghostface Killah - Ghostdini: The Wizard of Poetry in Emerald City :  Guest House (feat. Fabolous)
- 2009 : Donnis - Diary of An Atlanta Brave (présenté par 10.Deep) :  Country Cool, I Am Me (feat. Colin Munroe), Here To Stay (feat. Marsha Ambrosius), Sexytime, Ticket To The Moon
- 2009 : Wale - Attention: Deficit : Center Of Attention (bonus track)
- 2009 : Gucci Mane - The State vs. Radric Davis : Volume (feat. Wooh da Kid), Atlanta Everything (feat. Yung Joc, Lil Scrappy, Gorilla Zoe & Lil Boosie)
- 2009 : B.G. - Too Hood 2 Be Hollywood : I Hustle (feat. Young Jeezy)
- 2009 : Lil Scrappy - Tha Grustle : Addicted To Money (feat. Ludacris), Addicted To Money (Remix) (feat. Young Dro, Gorilla Zoe, OJ Da Juiceman, Rick Ross, Ace Hood & Gucci Mane)
- 2009 : Mary J. Blige - Stronger with Each Tear : Brand New (piste bonus en prévente sur iTunes)
- 2009 : Young Capone - Small Things to a Giant : Choosin' (feat. Mari)
- 2010 : Lil Wayne - Rebirth : Runnin' (feat. Shanell), Knockout (feat. Nicki Minaj), Girls Forever
- 2010 : Drake : Zone[11], Baby Come With Me, Paris Morton Music [12]
- 2010 : K-os - The Anchorman Mixtape :  Faith feat. Drake
- 2010 : Carlos Ferragamo : Baby,I'm Back[13],[14],[15]
- 2010 : Trina - Amazin' :  By Myself
- 2010 : Plies  - Goon Affiliated :  Rob Myself, All I Know, My Girl
- 2010 : Bun B - Trill O.G :  Trillionaire feat. T-Pain, All a Dream feat. LeToya Luckett, Don't Go
- 2010 : Laws - 5:01 Overtime :  Overtime, Flashback, Runaway
- 2010 : Rick Ross - Teflon Don :  I'm Not a Star, Maybach Music III feat. T.I., Jadakiss & Erykah Badu, Aston Martin Music feat. Drake & Chrisette Michele
- 2010 : Big Remo - Entrapment : It's Like That
- 2010 : Lloyd Banks - H.F.M. 2 (Hunger for More 2) : I Don't Deserve You (featuring Jeremih)
- 2010 : Keyshia Cole - Calling All Hearts : Long Way Down
- 2010 : Kandi - Kandi Koated : I Want You
- 2010 : T.I. - No Mercy : Pledge Allegiance to The Swag feat. Rick Ross (bonus track)
- 2011 : Ace Hood - Blood, Sweat and Tears : Body 2 Body (feat. Chris Brown)
- 2011 : Chris Brown - Boy In Detention : Leave the Club (feat. Joelle James)
- 2011 : Tech N9ne - All 6's And 7's : Strangeland, The Boogieman (feat. First Degree The D.E. & Stokley Williams de Mint Condition)
- 2011 : Jay Rock - Follow Me Home : Hood Gone Love It (feat Kendrick Lamar), Finest Hour (feat. Rick Ross & BJ The Chicago Kid)
- 2011 : Yelawolf - Radioactive, Write Your Name (feat. Mona Moua)
- 2011 : Young Jeezy - Thug Motivation 103: Hustlerz Ambition : Trapped (feat. Jill Scott), F.A.M.E. (feat. T.I.)
- 2011 : Mobb Deep - Black Cocaine, Street Lights (feat. Dion Primo)
- 2011 : Wiz Khalifa - Cabin Fever : Homicide ft. Chevy Woods
- 2012 : Rick Ross - Rich Forever : Triple Beam Dreams (feat. Nas)
- 2012 : MGK - Half Naked and Almost Famous : See My Tears
- 2012 : Curren$y - The Stoned Immaculate : Take You There (feat. Marsha Ambrosius), That's The Thing (feat. Estelle)
- 2012 : Elle Varner - Conversational Lush : Runaway
- 2012 : Travis Porter - From Day 1 : That Feeling (feat. Mike Posner)
- 2012 : Nas - Life Is Good : No Introduction
- 2012 : Rick Ross - God Forgives, I Don't : Maybach Music IV (feat. Ne-Yo), Sixteen (feat. André 3000), Ten Jesus Pieces (feat. Stalley), Triple Beam Dreams (feat. Nas) (Deluxe Edition bonus track)
- 2012 : Slaughterhouse - On the House : Ya Talkin
- 2012 : DJ Khaled - Kiss the Ring : Hip Hop (feat. Scarface, Nas, et DJ Premier)
- 2012 : Slaughterhouse - Welcome to: Our House : The Other Side (Deluxe Edition bonus track)
- 2013 : Maybach Music Group - Self Made Vol. 3 : Oil Money Gang Rick Ross feat. Jadakiss

## Distinctions
- 2007 : Billboard - R&B hip-hop album of the year: The Breakthrough, Mary J. Blige
- 2007 : Grammy - Best R&B album The Breakthrough, Mary J. Blige
- 2009 : ASCAP - 2 Pistols - She Got It